# 多格里碘泡虫
多格里碘泡虫（学名：Myxobolus dogieli）为碘泡科碘泡虫属的动物。分布于俄罗斯以及辽宁、黑龙江流域等，营寄生生活，寄生在鳃、心（鲤）、鳃、心、肌肉、胆囊、肾、肝（银鲫、镜鲤）。